# Keijella
Keijella is een geslacht van kreeftachtigen uit de klasse van de mosselkreeftjes (Ostracoda).

## Soorten
- Keijella darwinii (Brady, 1868) Mostafawi, 1992
- Keijella dictyon (Bold, 1966)
- Keijella japonica (Ishizaki, 1981)
- Keijella karnarensis (Bhatia & Kumar, 1979) Whatley & Zhao (Yi-Chun), 1988
- Keijella karwarensis (Bhatia & Kumar, 1979)
- Keijella multisulcus Whatley & Zhao (Yi-Chun), 1988
- Keijella nealei Jain, 1978
- Keijella oertlii Jain, 1977
- Keijella papuensis (Brady, 1880) Mostafawi, 1992 Whatley & Zhao (Yi-Chun), 1988
- Keijella suanfenga Hu & Tao, 2008
- Keijella whatleyi Jain, 1981
- Keijella wuyenae Hu & Tao, 2008

### Uitsluitend fossiel bekend
- Keijella africana El-Waer, 1988  †
- Keijella jankeni Mckenzie, 1984  †
- Keijella kloempritensis (Kingma, 1948) Whatley & Zhao (Yi-Chun), 1988  †
- Keijella loricata Bonaduce, Ruggieri, Russo & Bismuth, 1992  †
- Keijella ruggierii Aruta, 1983  †
- Keijella undosa Bonaduce, Ruggieri, Russo & Bismuth, 1992  †